# Banco de Chipre
El Banco de Chipre (del inglés: Bank of Cyprus), en griego: Τράπεζα Κύπρου es una gran entidad financiera chipriota. En términos de capitalización de mercado es la segunda mayor compañía del país. A 31 de diciembre de 2005, los activos totales del Grupo ascendían a €23.000 millones y los fondos propios del Grupo fueron de €1.420 millones. A 30 de septiembre de 2008, los activos totales del Grupo ascendían a €32.030 millones y los fondos propios eran de €2.130 millones. El Grupo Banco de Chipre emplea 11.962 personas en todo el mundo.
El Grupo en la actualidad opera a través de 300 sucursales/oficinas comerciales, de las que 147 están en Chipre, 134 en Grecia, cuatro en Reino Unido, diez en Australia, (cinco en Victoria, cuatro en Nueva Gales del Sur y una en el Sur de Australia), una en las islas del canal, una en Moscú, y cuatro en Rumania (tres en Bucarest y una en Constanta). BdC aspira a construir su red en Moscú y San Petersburgo y planea crecer hasta las 40 sucursales en Rumania.
Las acciones del banco cotizan en la bolsa de Chipre (Cyprus Stock Exchange - CSE). El banco es la mayor compañía listada en el CSE en términos de capitalización y es ampliamente negociada. Desde el 8 de octubre de 2007, el Banco de Chipre forma parte del índice bursátil Dow Jones Cyprus Titans 10, que comprende las 10 mayores compañías de Chipre. El Banco de Chipre también cotiza en la bolsa de Atenas y forma parte del índice FTSE/Athex 20 desde el 9 de octubre de 2006.
El banco adoptó como emblema una moneda antigua chipriota con la inscripción ΚΟΙΝΟΝ ΚΥΠΡΙΩ ("Común a todos los chipriotas").

## Historia[5]
- 1899 - el 1 de enero de 1899, un grupo de progresistas y visionarios chipriotas liderados por Ioannis Economides, una figura significante en círculos sociales y financieros, fundó la "Caja de Ahorro de Nicosia"

a significant figure in financial and social circles, founded the "Nicosia Savings Bank" o "Ahorro de Nicosia" («Ταμιευτήριο η Λευκωσία»). Esta es la primera institución bancaria de Chipre.
- 1912 La "Caja de Ahorros de Nicosia" se convirtió en una compañía pública y cambió su nombre a Banco de Chipre (BdC), a raíz de una solicitud presentada por los accionistas de la Caja de Ahorros al Alto Comisionado en 1909.
- 1908 La Caja de Ahorros de Chipre (Kypriakon Tomieftiron), comienza sus operaciones en Nicosia.
- 1930 El BdC se incorpora como sociedad de responsabilidad limitada.
- 1943 El BdC fue reconstituido con la integración con el Banco de Famagusta y el Banco de Larnaca.
- 1944 El BdC adquiere el Banco de Melissa, Paphos, (establecido en 1924). Se establece el Banco Hipotecario de Chipre.
- 1945 BdC se fusiona con la Caja de Ahorro de Chipre.
- 1953 BdC se fusiona con el Banco Popular de Paphos (Paphos Laiki Bank) (establecido en 1924).
- 1955 BdC abre su primera sucursal en el extranjero para dar servicio a la comunidad chipriota en Londres.
- 1960 BdC establece el Banco de Chipre (Londres) Ltd. (Bank of Cyprus (London) Ltd.)
- 1974 La invasión turca del norte de Chipre resulta en la pérdida de un total de 15 sucursales:

Xeros, Morphou y Zodhia (Distrito de Nicosia), Golden Sands, Kato Varosha, Avenida Kennedy, Avenida Democratias, Avenida Evagoras y Oceanía (pueblo de Famagusta), Yialousa, Rizokarpaso y Lysi (Distrito de Famagusta), y Kyrenia, Karavas y Lapithos (Distrito de Kyrenia) .
- 1982 BdC adquiere las operaciones en Chipre de Standard Chartered Bank. (El entonces Chartered Bank había comprado las operaciones del Ionian Bank en Chipre en 1957.)  BdC también abrió una oficina representativa en Grecia.
- 1986 BdC abrió una oficina representativa en Australia.
- 1991 BdC establece su primera sucursal en Grecia. La sucursal de Kolonaki fue localizada en la esquina de la Avenida Vasilissis Sophias y la calle Sekeri, y también contaba con un Centro de Negocios Bancarios y la tesorería del banco. En el verano de 2009, esta y la sucursal de la calle Mitropoleos se fusionaron para formar la sucursal de la plaza Syntagma, que retiene el código de sucursal 001, aunque la tesorería permanece en la calle Sekeri.
- 1995 BdC abre una oficina de representación en Sudáfrica, y una sucursal en Heraklion, Creta.
- 1996 BdC establece el Banco de Chipre (Islas del Canal) —Bank of Cyprus (Channel Islands)— en Guernsey, y una oficina de representación en Toronto, Canadá, localizada en el corazón del barrio griego de Toronto para dar servicio principalmente a la comunidad grecochipriota.
- Una compañía subsidiaria, Cyprus Leasing S.A., fue establecida en Grecia para gestionar las actividades de leasing. En la actualidad, es la segunda más grande en su tipo en Grecia. En Chipre, las actividades de leasing son llevadas a cabo por un departamento especializado del banco en lugar de una subsidiaria.
- 1998 BdC estableció oficinas representativas en Nueva York y Moscú, y después otra en Bucarest, Rumania.
- 2000 BdC establece una subsidiaria en Australia, el país del mundo con una mayor comunidad griega y chipriota. La comunidad, que contabiliza alrededor de 600.000 personas, está concentrada en Melbourne y Sídney. BdC tenía una larga presencia en el mercado australiano a través de sus oficinas representativas en Sídney, Melbourne, Adelaida y Brisbane.

BoC realizó una oferta por Interbank de Nueva York por unos $43 millones. Interbank era en un 78% propiedad del hombre de negocios griego Dimitris Kontominas, y el resto del capital estaba disperso entre otros tres accionistas. Con cuatro sucursales en Nueva York, incluyendo la zona de Astoria, Queens, donde existe una fuerte presencia griega, el banco atiende a la comunidad grecoamericana. La Reserva Federal retuvo la aprobación de la oferta y esta expiró.
- 2004 BdC fusionó su sucursal en el Reino Unido con Banco de Chipre (Londres) Ltd (Bank of Cyprus (London) Ltd). El negocio combinado es conocido como "Bank of Cyprus UK".
- 2005 BdC abre su sucursal en Pallini en el este de Atenas, alcanzado las 100 sucursales en Grecia.
- 2007 - el 8 de octubre de 2007, BdC anunció que había abierto una sucursal en Moscú, haciendo esto el primer banco chipriota con operaciones en Rusia. En el mismo año, la apertura de dos sucursales en Atenas (Haidari y Spata), significaron que el número de sucursales en Grecia superaban a las de Chipre.
- 2008 BdC adquiere el 80% de Uniastrum, el 9º banco de Rusia, por US$576 millones.[6] Uniastrum Bank tiene alrededor de 220 sucursales en todo Rusia y continúa operando bajo su nombre
- 2008 BdC adquiere el 97% de las acciones de AvtoZAZBank de Ucrania, que opera 26 sucursales y 18 oficinas estacionales de dinero en las cuatro regiones más importantes de Ucrania.
- 2010 El Banco de Chipre decide establecer una unidad bancaria en el Centro Financiero Internacional de Dubái (CFID), en el Emirato de Dubái, en los Emiratos Árabes Unidos.
- 2010 El Banco de Chipre decide establecer una oficina representativa en India. En Chipre, la sucursal Ayios Lazaros en Larnaca es cerrada, debido a la demolición del edificio donde se encontraba. A pesar de la recesión económica en Grecia, la red ahí continúa creciendo, con la apertura de 20 sucursales en toda Grecia, 10 localizadas en el Gran Atenas, 5 en Salónica y 5 en otras áreas.

## Fundación cultural
El banco opera la "Fundación Cultural Banco de Chipre", que fue establecida en 1984. Proclama que su propósito es "ayudar en el rescate del patrimonio cultural de la isla, que ha sido saqueado o robado por las fuerzas turcas de ocupación del área, y promover la cultura helénica de Chipre a nivel profesional y escolar". La Fundación cuenta con varias colecciones de objetos chipriotas, como antiguas monedas, mapas antiguos de la isla, objetos de arte de la isla y "documentos raros".

## Reconocimientos
En 2008 el Banco de Chipre la Cinta de Honor por su Premio Anual a la Estrategia de Crecimiento de los Premios Europeos de Negocios (European Business Awards).

## Historia reciente
En los años recientes el banco en el Reino Unido ha desarrollado más líneas de negocio bancarias, complementando sus préstamos con otros productos bancarios. Como parte de su estrategia el banco ha invertido en servicios de banca postal, telefónica y en línea y cerrado un número de sucursales al detalle, abriendo oficinas especializadas.
Estas son sus localizaciones actuales:
- Central Londres (calle Charlotte) – banca corporativa y de grandes patrimonios para clientes del Reino Unido y extranjero
- Norte de Londres (Southgate) – negocios bancarios, así como servicios al cliente, apoyo administrativo
- Birmingham (Sutton Coldfield) – negocio bancario
- Sur de Londres (Croydon) – negocio bancario

Los clientes también pueden acceder a los servicios del banco a través de la asociación del mismo con el Grupo Lloyds Banking.

## Centro de oncología
El banco también opera, en concierto con la República de Chipre, el Centro de Oncología BdC. Según el acuerdo el banco proporciona el dinero para la construcción del centro y el gobierno proporciona el terreno y el capital para su funcionamiento.

## Controversia
El presidente del consejo de administración de Banca Transilvania, Horia Ciorcila y del Banco de Chipre (Rumania), Georgios Christofourou han sido citados a juicio por supuesta manipulación de valores de mercado y de blanqueo de dinero en el Banco de Chipre (Rumania) por la adquisición de un paquete accionarial de la Banca Transilvania finales del año pasado. DIICOT, la dirección que investiga acciones del crimen organizado y terrorismo, también ha enviado a juicio el antiguo vicepresidente del consejo de administración de Banca Transilvania, Claudiu Silaghi, y el empleado del Banco de Chipre, Anastasios Isaakidis, junto con otros cuatro demandados individuales. El Banco de Chipre en una declaración niega todas las acusaciones.
El Banco de Chipre (Rumania) anunció a mediados de diciembre de 2009 que había adquirido el 9,70% de la Banca Transilvania por €58 millones, y en mayo de 2010 expresó su deseo de adquirir el 20% de las acciones de este banco.